# Josh Keaton
Joshua Luis Wiener (Hacienda Heights, California, 8 de febrero de 1979), conocido por su nombre artístico Josh Keaton, es un actor de doblaje y músico estadounidense. Conocido por su papel como Takashi 'Shiro' Shirogane en Voltron: Legendary Defender, Spider-Man en varios medios, además de Electro en el videojuego Marvel's Spider-Man, Jack Darby en Transformers: Prime y de Hércules adolescente en Hércules. Fue también la voz de Ryu Hayabusa en las versiones de consola de Ninja Gaiden, y la voz de Revolver Ocelot en Metal Gear Solid 3: Snake Eater. También es la voz del rey Anduin Wrynn en el MMORPG World of Warcraft.

## Primeros años
Keaton nació en Hacienda Heights, California, su padre es de Brooklyn, New York, y su madre de Lima, Perú. Tiene tres hermanas: Danielle, Alitzah (Ali Navarro), y Sabrina. Habla fluido español el cual aprendió de su madre como primera lengua, y después el inglés. De niño, Aprendió a hablar algo de quechua de sus abuelos maternos. Su padre es judío y su madre es católica.

## Carrera
Su carrera incluye televisión, videojuegos y películas, con una mezcla de actuación en vivo y trabajo de doblaje para animación. De pequeño, apareció en el anuncio de OshKosh B'gosh. Estuvo en la boy band de 1990 llamada No Authorityy firmó con MJJ Music y más tarde RCA Records como solista.
Keaton le dio voz a Jules Brown en Back to the Future: The Animated Series durante 1991–1992 y a Revolver Ocelot durante Metal Gear Solid 3: Snake Eater y Metal Gear Solid: Portable Ops.
De 2008 a 2009, le dio voz a Peter Parker / Spider-Man en The Spectacular Spider-Man la serie animada en The CW. originalemnte se suponía que el doblaría en 2002 la voz del personaje de Spider-Man del videojuego Spider-Man pero se le cambió por el de Harry Osborn / Green Goblin cuando Tobey Maguire llegó para darle voz al personaje. También repitió el papel del nuevo duende en el videojuego de 2007. Spider-Man: Friend or Foe, y otra vez a Spider-Man en (Spider-Man: Shattered Dimensions, Marvel vs. Capcom 3 y Spider-Man: Edge of Time). Desde 2017 hasta 2020, Keaton le dio voz a varios personjaes recurrentes en Marvel's Spider-Man que se emitía en Disney XD.
En 2011, Keaton fue la voz de Spyro the Dragon en el reboot de la franquicia Skylanders, Jack Darby y Tailgate en Transformers: Prime, y Hal Jordan / Linterna Verde Linterna Verde: La serie animada.
Desde 2012, es la voz de Anduin Wrynn en los videojuegos World of Warcraft, Hearthstone y Heroes of the Storm.
en la Wondercon de 2016, se anunció que Keaton haría de Shiro, el personaje principal de Voltron en la serie animada Voltron: Legendary Defender que se estrenó el 10 de junio, exclusiva en Netflix.

## Filmografía

### Doblajes

#### Películas
| Año                      | Título                                                                    | papel                                                          | Notas           | Fuente      |
| ------------------------ | ------------------------------------------------------------------------- | -------------------------------------------------------------- | --------------- | ----------- |
| 1993                     | Recycle Rex                                                               | Voces adicionales                                              |                 |             |
| 1995 de diciembre de 12  | The Land Before Time III: The Time of the Great Giving                    | Hyp (cantando)                                                 | Direct-to-video |             |
| 1997 de junio de 17      | Hercules                                                                  | Joven Hercules (voz)                                           |                 | [ 6 ]       |
| 2004 de noviembre de 16  | Kangaroo Jack: G'Day U.S.A.!                                              | Charlie Carbone                                                | Direct-to-video | [ 6 ]       |
| 2006 de abril de 14      | The Wild                                                                  | AVoces adicionales                                             |                 |             |
| 2010 de febrero de 23    | Justice League: Crisis on Two Earths                                      | Wally West / Flash, Aquaman                                    | Direct-to-video | [ 6 ] [ 7 ] |
| 2012 de marzo de 11      | Winx Club: The Secret of the Lost Kingdom                                 | Rey Oritel de Domino                                           | Nickelodeon dub |             |
| 2103                     | Winx Club 3D: Magical Adventure                                           | Rey Oritel de Domino                                           | Nickelodeon dub |             |
| 2013 de octubre de 19    | VeggieTales: Merry Larry and the True Light of Christmas                  | La voz en el espacio                                           | Direct-to-video |             |
| 2015 de julio de 21      | Justice League: Gods and Monsters                                         | Orion                                                          | Direct-to-video | [ 6 ]       |
| 2015 de agosto de 25     | Lego DC Comics Super Heroes: Justice League: Attack of the Legion of Doom | Hal Jordan / Linterna Verde                                    | Direct-to-video | [ 6 ]       |
| 2015 de septiembre de 26 | The Laws of the Universe                                                  | Ray                                                            | English dub     | [ 6 ] [ 8 ] |
| 2016 de julio de 24      | DC Super Hero Girls: Hero of the Year                                     | Hal Jordan / Linterna Verde, Steve Trevor, Barry Allen / Flash | Direct-to-video | [ 6 ]       |
| 2016 de febrero de 9     | Lego DC Comics Super Heroes: Justice League – Cosmic Clash                | Hal Jordan / Linterna Verde                                    | Direct-to-video | [ 6 ] [ 9 ] |
| 2017 de mayo de 23       | DC Super Hero Girls: Intergalactic Games                                  | Steve Trevor, Barry Allen / Flash                              | Direct-to-video | [ 6 ]       |
| 2017 de julio de 11      | Lego Scooby-Doo! Blowout Beach Bash                                       | Tommie, Chad                                                   | Direct-to-video | [ 6 ]       |
| 2017 de agosto de 8      | Lego DC Super Hero Girls: Brain Drain                                     | Barry Allen / Flash                                            | Direct-to-video | [ 6 ]       |
| 2018 de mayo de 1        | Lego DC Super Hero Girls: Super-Villain High                              | Barry Allen / Flash                                            | Direct-to-video | [ 6 ]       |
| 2018                     | DC Super Hero Girls: Legends of Atlantis                                  | Barry Allen / Flash                                            | Direct-to-video | [ 6 ]       |
| 2019 de febrero de 28    | Birds of a Feather                                                        | Manou                                                          |                 |             |
| 2019                     | Jake and Kyle Get Wedding Dates                                           | Jake Westen                                                    | Direct-to-video |             |
| 2020 de abril de 28      | Lego DC: Shazam!: Magic and Monsters                                      | Ejecutivo, Terrance                                            | Direct-to-video | [ 10 ]      |
| 2020 de octubre de 10    | Ben 10 Versus the Universe: The Movie                                     | XLR8, Tio del ojo                                              |                 |             |
| 2021 de enero de 12      | Batman: Soul of the Dragon                                                | Jeffrey Burr                                                   | Direct-to-video |             |

#### Animation
| Año                           | Título                                       | Papel | Notas                                                                                 | Fuente      |
| ----------------------------- | -------------------------------------------- | --- | ------------------------------------------------------------------------------------- | ----------- |
| 1990 de septiembre de 8       | New Kids on the Block                        | Albert |                                                                                       |             |
| 1991 de enero de 26           | Captain Planet and the Planeteers            | Pontus | Ep. "A World Below Us"                                                                |             |
| 1991                          | Snoopy's Reunion                             | Linus van Pelt | Especial de televisión                                                                |             |
| 1991 de enero de 31           | Peter Pan and the Pirates                    | Curly |                                                                                       |             |
| 1991 de septiembre de 14–1992 | Back to the Future                           | Jules Brown |                                                                                       |             |
| 1992 de septiembre de 20      | Batman: The Animated Series                  | Joven Michael Stromwell                                                                                                  | Ep. "It's Never Too Late"                                                             | [ 6 ]       |
| 1998 de febrero de 15         | Adventures from the Book of Virtues          | Sean Willis, Sir Roland                                                                                                  | Ep. "Trustworthiness"                                                                 |             |
| 2005–06                       | Bratz                                        | Eitan |                                                                                       | [ 6 ]       |
| 2005 de junio de 24           | The Grim Adventures of Billy & Mandy         | Conductor, Zombi #2, Vendor                                                                                              | Ep. "Jeffy's Web/Irwin Gets a Clue"                                                   |             |
| 2007 de marzo de 3            | Ben 10                                       | Tim Dean, Hector |                                                                                       | [ 6 ]       |
| 2007–11                       | The Path of Atticus                          | Atticus |                                                                                       |             |
| 2008 de marzo de 1–2009       | The Spectacular Spider-Man                   | Peter Parker / Spider-Man                                                                                                |                                                                                       | [ 6 ]       |
| 2010                          | Firebreather                                 | Troy Adams | Televisión film                                                                       | [ 6 ]       |
| 2010 de noviembre de 26–13    | Transformers: Prime                          | Jack Darby, Tailgate, AVoces adicionales                                                                                 |                                                                                       | [ 6 ]       |
| 2011 de enero de 1–15         | Winx Club                                    | Valtor, Duman, Rey Oritel de Domino                                                                                      | Nickelodeon versión (re-dubs of seasons 3 and 4, original records of seasons 5 and 6) |             |
| 2011 de marzo de 2            | Sym-Bionic Titan                             | Ian | Ep. "Disenfranchised"                                                                 |             |
| 2011 de octubre de 4          | The Super Hero Squad Show                    | Moon-Boy | Ep. "The Devil Dinosaur You Say!"                                                     | [ 6 ]       |
| 2011 de noviembre de 11–2013  | Green Lantern: The Animated Series           | Hal Jordan / Linterna Verde, Manhunters                                                                                  |                                                                                       | [ 6 ]       |
| 2012 de julio de 17           | Scooby-Doo! Spooky Games                     | Steve Lookers |                                                                                       | [ 6 ]       |
| 2012, 2019                    | Young Justice                                | Black Spider, Red Hood                                                                                                   |                                                                                       | [ 6 ]       |
| 2013                          | Hero Factory                                 | William Furno | Ep. "Brain Attack"                                                                    |             |
| 2013                          | Regular Show                                 | Auto T | Ep. "The Thanksgiving Special"                                                        | [ 6 ]       |
| 2013 de septiembre de 20      | Scooby Doo and the Spooky Scarecrow          | Levi |                                                                                       | [ 6 ]       |
| 2013                          | Doc McStuffins                               | Johnny Foosball | Ep. "Think Pink/You Foose, You Lose"                                                  |             |
| 2015 de junio de 10           | Justice League: Gods and Monsters Chronicles | Ayudante de la Casa Blanca, Guardia Cobra                                                                                |                                                                                       | [ 6 ]       |
| 2015 de junio de 10–2017      | DC Super Hero Girls                          | Hal Jordan, Barry Allen, Steve Trevor                                                                                    |                                                                                       |             |
| 2015–2017                     | Be Cool, Scooby-Doo!                         | Voces adicionales | 5 episodios                                                                           | [ 6 ]       |
| 2016–2018                     | Voltron: Legendary Defender                  | Takashi "Shiro" Shirogane                                                                                                |                                                                                       | [ 6 ] [ 5 ] |
| 2016 de junio de 10           | Kulipari: An Army of Frogs                   | Darel |                                                                                       |             |
| 2016–2018                     | Justice League Action                        | Hal Jordan / Linterna Verde                                                                                              |                                                                                       | [ 6 ]       |
| 2017 de abril de 10–2021      | Ben 10                                       | XLR8 |                                                                                       | [ 6 ]       |
| 2017                          | Ant-Man                                      | Scott Lang / Ant-Man |                                                                                       | [ 11 ]      |
| 2017–2020                     | Stretch Armstrong and the Flex Fighters      | Gabe |                                                                                       | [ 6 ]       |
| 2017–2020                     | Spider-Man                                   | Norman Osborn / Duende Oscuro, John Jameson / Hombre lobo, Ollie Osnick / Araña de acero, Spider King, Voces adicionales |                                                                                       | [ 6 ]       |
| 2017–2020                     | Elena of Avalor                              | Miguel, Andres | 4 episodios                                                                           | [ 6 ]       |
| 2018–presente                 | The Epic Tales of Captain Underpants         | Voces adicionales | Uncredited                                                                            |             |
| 2020–presente                 | It's Pony                                    | Heston |                                                                                       |             |
| 2021                          | Dota: Dragon's Blood                         | Bram | Serie de netflix                                                                      | [ 12 ]      |
| 2021–presente                 | What If...?                                  | Steve Rogers / Captitán America / Aplasta Hydras                                                                         | 3 episodios                                                                           | [ 13 ]      |
| 2021–present                  | Arcane                                       | Deckard, Salo | 4 episodios                                                                           | [ 14 ]      |

#### Videojuegos
| Año                      | Título                                      | papel | Noteas                                                                 | Fuente                     |
| ------------------------ | ------------------------------------------- | --- | ---------------------------------------------------------------------- | -------------------------- |
| 1997                     | Disney's Animated Storybook: Hercules       | Joven Hercules                                                                                           |                                                                        | [ 6 ]                      |
| 2002 de abril de 15      | Spider-Man                                  | Harry Osborn                                                                                             |                                                                        | [ 6 ]                      |
| 2003 de noviembre de 4   | Brother Bear                                | Kenai |                                                                        |                            |
| 2004 de abril de 27      | Onimusha 3: Demon Siege                     | Ranmaru Mori                                                                                             |                                                                        | [ 6 ] [ 15 ]               |
| 2004 de junio de 28      | Spider-Man 2                                | Harry Osborn                                                                                             |                                                                        | [ 6 ]                      |
| 2004 de septiembre de 14 | Shellshock: Nam '67                         | Tick Tock                                                                                                |                                                                        |                            |
| 2004 de noviembre de 17  | Metal Gear Solid 3: Snake Eater             | Revolve Ocelot                                                                                           |                                                                        | [ 6 ]                      |
| 2005 de abril de 25      | Area 51                                     | Crispy                                                                                                   |                                                                        | [ 6 ]                      |
| 2005 de abril de 19      | Psychonauts                                 | Lungfish Zealot, Dingo Inflagrante, Matador                                                              |                                                                        | [ 6 ]                      |
| 2005 de septiembre de 20 | X-Men Legends II: Rise of Apocalypse        | Cyclops                                                                                                  |                                                                        | [ 6 ]                      |
| 2005 de noviembre de 8   | SOCOM: U.S. Navy SEALs Fireteam Bravo       | LONESTAR                                                                                                 |                                                                        |                            |
| 2006 de septiembre de 26 | Naruto: Clash of Ninja 2                    | Mizuki                                                                                                   |                                                                        |                            |
| 2006 de octubre de 17    | Age of Empires III: The WarChiefs           | Chayton Black                                                                                            |                                                                        |                            |
| 2006 de octubre de 24    | Marvel: Ultimate Alliance                   | Human Torch, Hermod                                                                                      |                                                                        | [ 6 ]                      |
| 2006 de octubre de 31    | Need for Speed: Carbon                      | Sal Mustella                                                                                             | Compartido con Elias Toufexis                                          |                            |
| 2006 de noviembre de 6   | SOCOM: U.S. Navy SEALs Fireteam Bravo 2     | LONESTAR                                                                                                 |                                                                        |                            |
| 2006 de diciembre de 5   | Metal Gear Solid: Portable Ops              | Major Ocelot                                                                                             |                                                                        | [ 6 ]                      |
| 2007 de enero de 12      | Lost Planet: Extreme Condition              | Wayne |                                                                        | [ 6 ]                      |
| 2007 de marzo de 13      | God of War II                               | Young Spartan                                                                                            |                                                                        |                            |
| 2007 de mayo de 4        | Spider-Man 3                                | Apocalypse Thugs                                                                                         |                                                                        |                            |
| 2007 de octubre de 2     | Spider-Man: Friend or Foe                   | Harry Osborn / New Goblin                                                                                |                                                                        | [ 6 ]                      |
| 2008 de enero de 22      | No More Heroes                              | Destroyman                                                                                               |                                                                        | [ 6 ]                      |
| 2008 de junio de 3       | Ninja Gaiden II                             | Ryu Hayabusa                                                                                             |                                                                        | [ 6 ]                      |
| 2009 de marzo de 31      | Leisure Suit Larry: Box Office Bust         | Larry Lovage                                                                                             |                                                                        |                            |
| 2009 de mayo de 19       | Terminator Salvation                        | Resistance Soldiers                                                                                      |                                                                        | [ 6 ]                      |
| 2009 de septiembre de 18 | Cloudy with a Chance of Meatballs           | Brent McHale                                                                                             |                                                                        | [ 6 ]                      |
| 2009 de septiembre de 29 | Ninja Gaiden Sigma 2                        | Ryu Hayabusa                                                                                             |                                                                        |                            |
| 2009 de octubre de 20    | Marvel Super Hero Squad                     | Peter Parker / Spider-Man                                                                                |                                                                        | [ 6 ]                      |
| 2009 de noviembre de 3   | Jak and Daxter: The Lost Frontier           | Jak |                                                                        | [ 6 ]                      |
| 2010 de enero de 26      | No More Heroes 2: Desperate Struggle        | New Destroyman                                                                                           |                                                                        | [ 6 ]                      |
| 2010 de julio de 27      | StarCraft II: Wings of Liberty              | Valerian Mengsk                                                                                          |                                                                        | [ 16 ]                     |
| 2010 de septiembre de 7  | Kingdom Hearts Birth by Sleep               | Young Hercules                                                                                           |                                                                        |                            |
| 2010 de septiembre de 7  | Spider-Man: Shattered Dimensions            | Peter Parker / Ultimate Spider-Man                                                                       | Voz en Amazing Spider-Man en la versión de Nintendo DS                 | [ 6 ]                      |
| 2010 de noviembre de 23  | Splatterhouse                               | Rick Taylor                                                                                              |                                                                        | [ 6 ]                      |
| 2011 de febrero de 15    | Marvel vs. Capcom 3: Fate of Two Worlds     | Peter Parker / Spider-Man                                                                                |                                                                        |                            |
| 2011 de octubre de 4     | Spider-Man: Edge of Time                    | Peter Parker / Spider-Man                                                                                |                                                                        | [ 6 ]                      |
| 2011 de octubre de 16    | Skylanders: Spyro's Adventure               | Spyro the Dragon                                                                                         |                                                                        |                            |
| 2011 de noviembre de 15  | Ultimate Marvel vs. Capcom 3                | Peter Parker / Spider-Man                                                                                |                                                                        |                            |
| 2011 de diciembre de 20  | Star Wars: The Old Republic                 | Voces adicionales                                                                                        |                                                                        |                            |
| 2012 de octubre de 22    | Skylanders: Giants                          | Spyro the Dragon                                                                                         |                                                                        |                            |
| 2012 de octubre de 20    | PlayStation All-Stars Battle Royale         | Jak |                                                                        | [ 6 ]                      |
| 2012 de septiembre de 25 | World of Warcraft: Mists of Pandaria        | Prince Anduin Wrynn                                                                                      |                                                                        |                            |
| 2012 de octubre de 30    | Transformers: Prime – The Game              | Jack Darby, Vehicon Car, Vehicon Jet                                                                     |                                                                        | [ 6 ]                      |
| 2012 de junio de 26      | The Amazing Spider-Man                      | Peter Parker / Spider-Man                                                                                | voces reusadas del juego Spider-Man: Edge of Time de la versión benoox |                            |
| 2013 de marzo de 12      | StarCraft II: Heart of the Swarm            | Valerian Mengsk                                                                                          |                                                                        | [ 6 ]                      |
| 2013 de junio de 4       | Marvel Heroes                               | Captain Marvel                                                                                           |                                                                        | [ 6 ]                      |
| 2013 de junio de 14      | The Last of Us                              | Additional Voices                                                                                        |                                                                        |                            |
| 2013 de octubre de 25    | Batman: Arkham Origins                      | Dick Grayson / Robin                                                                                     |                                                                        |                            |
| 2013 de octubre de 13    | Skylanders: Swap Force                      | Spyro the Dragon                                                                                         |                                                                        |                            |
| 2013 de noviembre de 15  | Knack                                       | Lucas |                                                                        | [ 6 ]                      |
| 2014 de febrero de 11    | Lightning Returns: Final Fantasy XIII       | Voces adicionales                                                                                        |                                                                        | [ 17 ]                     |
| 2014 de marzo de 11      | Hearthstone                                 | Anduin Wrynn                                                                                             |                                                                        |                            |
| 2014 de octubre de 5     | Skylanders: Trap Team                       | Spyro the Dragon, Spry, Knight Light                                                                     |                                                                        |                            |
| 2014 de noviembre de 4   | Call of Duty: Advanced Warfare              | Voces adicionales                                                                                        |                                                                        | [ 18 ]                     |
| 2014 de noviembre de 11  | Lego Batman 3: Beyond Gotham                | Hal Jordan / Green Lantern, Billy Batson / Shazam, Dick Grayson / Nightwing, Kyle Rayner / White Lantern |                                                                        | [ 6 ] [ 19 ] [ 20 ] [ 21 ] |
| 2015 de marzo de 17      | Battlefield Hardline                        | Firework Guy, Deceased ATF Agent, Outcome Agent                                                          |                                                                        |                            |
| 2015 de marzo de 26      | Infinite Crisis                             | Aquaman                                                                                                  |                                                                        | [ 22 ] [ 23 ]              |
| 2015 de junio de 12      | Lego Jurassic World                         | Billy Brennan                                                                                            |                                                                        |                            |
| 2015 de septiembre de 1  | Mad Max                                     | Jeet, Additional voices                                                                                  |                                                                        | [ 24 ]                     |
| 2015 de septiembre de 25 | Skylanders: SuperChargers                   | Spyro the Dragon, Spry, Knight Light                                                                     |                                                                        | [ 25 ]                     |
| 2015 de septiembre de 27 | Lego Dimensions                             | Niño gamer                                                                                               |                                                                        | [ 26 ]                     |
| 2016 de abril de 26      | King's Quest                                | Joven King Graham                                                                                        |                                                                        | [ 27 ]                     |
| 2016 de agosto de 30     | World of Warcraft: Legion                   | Rey Anduin Wrynn                                                                                         |                                                                        | [ 28 ]                     |
| 2016 de octubre de 14    | Skylanders: Imaginators                     | Spry, Knight Light                                                                                       |                                                                        | [ 29 ]                     |
| 2016 de octubre de 25    | World of Final Fantasy                      | Lann |                                                                        | [ 6 ]                      |
| 2016 de octubre de 25    | Star Ocean: Integrity and Faithlessness     | Tiffan Delacroix                                                                                         |                                                                        | [ 6 ]                      |
| 2016 de noviembre de 29  | Final Fantasy XV                            | Talcott Hester (Teen)                                                                                    |                                                                        |                            |
| 2016 de diciembre de 3   | Let It Die                                  | Meijin                                                                                                   |                                                                        | [ 30 ]                     |
| 2017 de febrero de 28    | Horizon Zero Dawn                           | Avad (Rey del sol)                                                                                       |                                                                        | [ 6 ]                      |
| 2017                     | Knack II                                    | Lucas |                                                                        |                            |
| 2017 de mayo de 5        | Prey                                        | Voces adicionales                                                                                        |                                                                        | [ 31 ]                     |
| 2017 de septiembre de 23 | DreamWorks Voltron VR Chronicles            | Shiro |                                                                        | [ 32 ]                     |
| 2018 de agosto de 14     | World of Warcraft: Battle for Azeroth       | King Anduin Wrynn                                                                                        |                                                                        | [ 33 ]                     |
| 2018 de septiembre de 7  | Spider-Man                                  | Max Dillon / Electro                                                                                     |                                                                        | [ 6 ]                      |
| 2018 de octubre de 19    | Lego DC Super-Villains                      | Hal Jordan / Linterna Verde, Blue Beetle                                                                 |                                                                        |                            |
| 2019 de abril de 30      | Heroes of the Storm                         | Anduin Wrynn                                                                                             |                                                                        |                            |
| 2019 de julio de 19      | Marvel Ultimate Alliance 3: The Black Order | Scott Lang / Ant-Man                                                                                     |                                                                        | [ 6 ]                      |
| 2020 de abril de 10      | Final Fantasy VII Remake                    | Narjin                                                                                                   |                                                                        | [ 6 ]                      |
| 2020 de julio de 3       | Iron Man VR                                 | Tony Stark / Iron Man                                                                                    |                                                                        | [ 6 ]                      |
| 2020 de julio de 3       | World of Warcraft: Shadowlands              | Rey Anduin Wrynn                                                                                         |                                                                        | [ 34 ]                     |
| 2021 de agosto de 27     | No More Heroes III                          | Destroyman True Face, Mass Production Destroyman, Mysterious Man                                         |                                                                        | [ 35 ]                     |

### Audio Libros
| Año  | Título             | Papel                      |
| ---- | ------------------ | -------------------------- |
| 2015 | Rain of the Ghosts | Tommy McMinn, Chris LeVell |

### Acción real

#### Películas
| Año                    | Título                   | Papel                 | Notas                                               | Fuente |
| ---------------------- | ------------------------ | --------------------- | --------------------------------------------------- | ------ |
| 1989–1990              | Kidsongs                 | Él mismo              | Videos: "A Day at Camp" y "Ride the Roller Coaster" |        |
| 1991 de noviembre de 8 | All I Want for Christmas | Brad                  |                                                     |        |
| 1992 de abril de 10    | Newsies                  | Chico de las noticias |                                                     |        |
| 1996                   | Same River Twice         | Andy                  |                                                     |        |
| 1996                   | Judge and Jury           | Chico #2              |                                                     |        |
| 1996 de octubre de 4   | Infinity                 | David                 |                                                     |        |
| 1997                   | Just Write               | Teenager on Trolley   |                                                     |        |
| 1998 de octubre de 2   | The Souler Opposite      | Joven Barry           |                                                     |        |
| 1999                   | Chimera House            | Roy                   |                                                     |        |
| 2003 de junio de 13    | The Even Stevens Movie   | Mootai / Jason        |                                                     |        |
| 2007 de junio de 30    | Up-In-Down Town          | Billy                 |                                                     |        |

#### Televisión
| Año                          | Título                           | Papel                 | Notas                                  | Fuente |
| ---------------------------- | -------------------------------- | --------------------- | -------------------------------------- | ------ |
| 1987 de diciembre de 19      | I'm Telling!                     | Él mismo              | Concursante                            |        |
| 1993 de noviembre de 20      | Dr. Quinn, Medicine Woman        | Primer primo          | 2 episodios                            |        |
| 1994 de abril de 18          | Someone Like Me                  | Doug                  | Episodio: "El Presidente"              |        |
| 1994 de octubre de 21        | Boy Meets World                  | Boy #2, Roy           | 2 episodios                            |        |
| 1995 de febrero de 15        | Sister, Sister                   | Franklin              | Episodio: "It's a Party Thang"         |        |
| 1995 de octubre de 14–1996   | The Secret World of Alex Mack    | Bryce                 | Papel recurrente                       |        |
| 1996 de diciembre de 14      | Saved by the Bell: The New Class | Glee Club #2          | Episodio: "Fire at the Max: Part 1"    |        |
| 1997 de marzo de 17          | Chicago Hope                     | Will Peters           | Episodio: "The Son Also Rises"         |        |
| 1997 de abril de 7           | Baywatch                         | Todd Rose             | Episodio: "Rendezvous"                 |        |
| 1997                         | General Hospital                 | Tim                   | Papel recurrente                       |        |
| 1997 de marzo de 28          | Step by Step                     | Will Peters           | Episodio: "Just Say Maybe"             |        |
| 1999 de abril de 11          | Touched by an Angel              | Young Nick Stratton   | Episodio: "Made in the U.S.A."         |        |
| 1999                         | A Murder on Shadow Mountain      | Young Denny           | Película                               |        |
| 1999 de diciembre de 20–2002 | The Young and the Restless       | Brendon               | Papel recurrente 10 episodes           |        |
| 2002 de febrero de 18        | Boston Public                    | Martin Andrews        | Episodio: "Chapter Thirty-Four"        |        |
| 2002 de noviembre de 14      | ER                               | Greg                  | Episodio: "Tell Me Where It Hurts"     |        |
| 2004 de noviembre de 25      | Will & Grace                     | Salvatore             | 2 episodios                            |        |
| 2006 de febrero de 8         | Bones                            | Yasutani the Terrible | Episodio: "The Superhero in the Alley" |        |
| 2014 de octubre de 27        | Scorpion                         | Phil Daniels          | Episodio: "True Colors"                |        |